# Aufgabenstelle für kaufmännische Abschluss- und Zwischenprüfungen
Die Aufgabenstelle für kaufmännische Abschluss- und Zwischenprüfungen (kurz AkA) ist eine zentrale Aufgabenerstellungseinrichtung der Industrie- und Handelskammern (IHKs) mit Sitz in Nürnberg. Sie entwickelt Prüfungsaufgaben für kaufmännische und kaufmännisch-verwandte Ausbildungsberufe, die von den IHKs in der dualen Berufsausbildung in bundeseinheitlichen Zwischen- und Abschlussprüfungen eingesetzt werden.

## Gründung und Entwicklung
Die Aufgabenstelle für kaufmännische Abschluss- und Zwischenprüfungen (AkA) wurde 1974 von den IHKs in Bayern und Hessen als Gemeinschaftseinrichtung zur überregionalen Aufgabenerstellung gegründet. Dem AkA-Verbund haben sich danach weitere IHKs angeschlossen. Heute wird die AkA von den IHKs der zehn Bundesländer Bayern, Brandenburg, Hessen, Mecklenburg-Vorpommern, Niedersachsen, Rheinland-Pfalz, Saarland, Sachsen, Sachsen-Anhalt und Thüringen getragen. Die Geschäftsführung und Vertretung der AkA liegt bei der IHK Nürnberg für Mittelfranken.

## Aufgaben der AkA
Die AkA hat ein breites Aufgabenspektrum. Sie hat zunächst die schriftlichen Prüfungsaufgaben in den von ihr betreuten Ausbildungsberufen zur gemeinsamen Durchführung für die IHKs bereitzustellen. Dazu errichtet sie Aufgabenerstellungs- und -auswahlausschüsse (sogenannte Fachausschüsse), führt deren Geschäfte, betreut die Aufgabenerstellung und Auswahl wissenschaftlich, veranlasst den Aufgabendruck sowie die maschinelle Auswertung der gebundenen Prüfungsaufgaben. Darüber hinaus übernimmt die AkA bundesweit alle zur Organisation und Abwicklung der Prüfungen notwendigen kammerbezirksübergreifenden Arbeiten und stellt Informationsmaterial für Auszubildende, Ausbildungsbetriebe und Schulen bereit.

## Bundeseinheitliche IHK-Prüfungen
Im kaufmännischen Bereich führt die IHK-Organisation seit Herbst 2000 Zwischenprüfungen und seit Sommer 2007 auch Abschlussprüfungen (mit Ausnahme Baden-Württembergs) bundeseinheitlich durch. Dabei werden jedes Jahr ca. 170.000 Prüflinge in der Zwischenprüfung und ca. 220.000 Prüflinge in der Abschlussprüfung mit einheitlichen Aufgaben zur gleichen Zeit geprüft.
Damit sind erhebliche Vorteile verbunden. Es gibt einheitliche Prüfungsstrukturen und -abläufe sowie Qualitätsstandards, dadurch sind die Ergebnisse der Prüfungen über Bundesländergrenzen hinweg vergleichbar und ermöglichen eine objektive und überörtliche Aussagekraft zur Leistung des Absolventen. Dies gibt den Auszubildenden Flexibilität und Mobilität in der Berufswahl und den Betrieben verlässliche Informationen über potentielle Mitarbeiter. Jede IHK weist auf ihrer Homepage unter dem Stichwort „Prüfungsstatistik“ die Durchschnittsergebnisse je Ausbildungsberuf in ihrem Kammerbezirk, dem jeweiligen Bundesland und im Bund aus und eröffnet so entsprechende Vergleichsmöglichkeiten.  Schließlich haben zentrale und vom Lernort unabhängige Prüfungen zahlreiche weitere positive Effekte.

## Berufe-Spektrum
Die AkA deckt als zentrale Aufgabenerstellungseinrichtung arbeitsteilig mit der Zentralstelle für Prüfungsaufgaben Nord-West in Köln das gesamte Spektrum der kaufmännischen Ausbildungsberufe ab. Sie stellt viermal jährlich für die von ihr betreuten Ausbildungsberufe den IHKs bundesweit die schriftlichen Zwischen- und Abschlussprüfungen zur Verfügung.

### Prüfungsaufgaben für kaufmännische und kaufmännisch-verwandte Berufe
Das Berufe-Spektrum reicht von den großen klassischen Ausbildungsberufen Kaufmann im Einzelhandel, Industriekaufmann oder Kaufmann im Groß- und Außenhandel über kaufmännisch-verwandte Berufe wie Florist oder Koch bis hin zu neuen, modernen Berufsbildern wie die Berufe im Dialogmarketing oder die sogenannten Dienstleistungsberufe, z. B. Sport- und Fitnesskaufmann oder Kaufmann im Gesundheitswesen.

### Neue Berufe
Neue, moderne Berufsbilder sowie aktualisierte Ausbildungsordnungen bereits bestehender Berufe werden ebenfalls in geeigneter Weise umgesetzt. Das verlangt von allen Beteiligten eine hohe sachliche und zeitliche Flexibilität. Daher benötigen die haupt- und die ehrenamtlichen Mitarbeiter der AkA ein sehr breites berufsspezifisches Wissen hinsichtlich der Prüfungsinhalte, aber auch in Bezug auf die unterschiedlichen Prüfungsverfahren, das sie ständig aktualisieren und weiterentwickeln müssen.

## Qualität und Weiterentwicklung

### Qualitätskriterien
Hochwertige Prüfungen müssen verschiedenen Qualitätskriterien genügen: Sie sollen objektiv und inhaltlich valide sein, d. h. die in den Ausbildungsordnungen bzw. Rahmenlehrplänen vorgeschriebenen Lernziele abprüfen. Sie sollen mit der größtmöglichen Genauigkeit gute von schlechten Prüflingen trennen, dürfen dabei nicht zu leicht und nicht zu schwer sein, müssen transparent und justiziabel sein und müssen – trotz all dieser Vorgaben – angesichts der hohen Prüflingszahlen ökonomisch und effizient durchführbar sein. Die ständige Überprüfung und Sicherstellung all dieser Qualitätskriterien in jedem Beruf und für jeden Prüfungstermin ist eine wichtige Funktion der AkA. Dazu hat die AkA ein umfangreiches Qualitätssicherungsinstrumentarium entwickelt.

### Handlungsorientierte Prüfungen
Mit dem fortschreitenden Wandel in Wirtschaft und Gesellschaft verändern sich auch die Anforderungen an die zu vermittelnden Ausbildungsinhalte und damit an die Prüfungen. Vor diesem Hintergrund arbeitet die AkA permanent an deren Weiterentwicklung. So steht der Fokus heute auf der Handlungsorientierung der Prüfungen: Situative Aufgabentypen bilden praxis-, adressaten-, aktivitäts- und entscheidungsorientiert eine berufliche Situation ab und fragen die für die Berufsausübung wesentlichen Kompetenzen ab.

## Der Aufgabenerstellungsprozess
Die Erstellung, Überprüfung und Auswahl von Prüfungsaufgaben ist ein komplexer, ca. zwei Jahre umfassender Prozess und zentrale Aufgabe der AkA-Fachausschüsse.

### Der Fachausschuss als zentrales Element
Für jeden Ausbildungsberuf errichtet und betreut die AkA einen 12-köpfigen Fachausschuss. Diese sind paritätisch mit Arbeitgeber- und Arbeitnehmervertretern – in der Regel praxiserfahrene Ausbilder aus Unternehmen – und Lehrern aus der gesamten Bundesrepublik besetzt. In die Fachausschüsse werden nur sachkundige Personen berufen, die auch dem Prüfungsausschuss einer IHK angehören müssen. Die Fachausschussmitglieder sind ehrenamtlich tätig.

### Erstellung der Aufgaben durch den Fachausschuss
Grundlage für die Arbeit der Fachausschüsse sind – neben den gesetzlichen Bestimmungen – die von ihnen auf Basis der Ausbildungsrahmenpläne und Rahmenlehrpläne erarbeiteten Prüfungskataloge. Mit Hilfe von Handbüchern, Formularen, Checklisten usw. erstellen sie die Aufgaben für künftige Prüfungen. Die Konzeption von Aufgaben wird den Fachausschussmitgliedern durch spezielle Aufgabenersteller-Seminare erleichtert, in denen ihnen das notwendige Handwerkszeug vermittelt wird.

### Verabschiedung der Aufgaben in mehreren Stufen
Die von den Fachausschussmitgliedern erstellten Aufgaben werden zunächst bei der AkA einem fachlichen und testpsychologischen Lektorat unterzogen und zu einem Aufgabensatzvorschlag zusammengestellt. Dieser wird dann durch fachkundige Gremien lektoriert. Die Anmerkungen aus diesen Gremien werden bei der AkA in den Aufgabenvorschlag eingearbeitet und dieser dem Fachausschuss in seiner nächsten Sitzung vorgelegt. Dabei wird dann jede einzelne Aufgabe unter Würdigung der Hinweise aus den vorangegangenen Lektoraten geprüft, diskutiert, überarbeitet oder gestrichen. Ziel ist ein sachlich und formal einwandfreier und qualitativ ausgewogener Aufgabensatz, der vom Fachausschuss verabschiedet wird. Auch auf dem anschließenden Weg vom Rohmanuskript bis zum druckfertigen Aufgabensatz werden die einzelnen Korrekturstufen von den zuständigen Mitarbeitern der AkA und dem Fachausschuss begleitet und genau kontrolliert. Notwendige inhaltliche Änderungen werden stets vom Fachausschuss verabschiedet.

### Geheimhaltung
Die Geheimhaltung ist für überregionale Prüfungen eine existenzielle Notwendigkeit. Die AkA hat daher lückenlos alle am Erstellungs- und Verabschiedungsprozesse Beteiligten schriftlich zur Geheimhaltung verpflichtet und alle Prozessschritte durch organisatorische sowie technische Maßnahmen abgesichert. Zudem unterzieht sich die AkA – wie jede IHK – in regelmäßigen Abständen einem externen Geheimhaltungsaudit.

## Gremien der AkA

### Der Beirat der AkA
Beratungs- und Beschlussorgan der AkA ist der AkA-Beirat. Ihm gehören IHK-Vertreter aller angeschlossenen Länder an. Er legt die gemeinsamen Prüfungstermine fest, regelt das Prüfungsverfahren und sorgt für einheitliche Prüfungsfächer und -zeiten sowie eine angemessene Bewertung. Außerdem berät er die Geschäftsführung in allen wichtigen Fragen und beschließt den Wirtschaftsplan der AkA.

### Der Technische Ausschuss
Der Technische Ausschuss setzt sich aus Vertretern aller Bundesländer zusammen und befasst sich mit inhaltlich-fachlichen und organisatorischen Fragen der Prüfungen und der Prüfungsdurchführung. Er liefert auf diese Weise Entscheidungsgrundlagen für den Beirat der AkA. Daneben ist die AkA noch in zahlreichen weiteren Gremien auf Bundes- bzw. DIHK-Ebene eingebunden.

## Öffentlichkeitsarbeit

### Prüfungsvorbereitung
Die zuständigen Fachausschüsse haben für jeden Beruf Prüfungskataloge mit möglichen Angaben zu den schriftlichen Prüfungen entwickelt. Die Inhalte sind aus dem Ausbildungsrahmenplan bzw. dem KMK-Rahmenlehrplan abgeleitet und dienen der Information von Auszubildenden, Ausbildungsbetrieben und Schulen. Sie sind handlungsorientiert aufgebaut und enthalten auch die aus Sicht des Fachausschusses für die Berufsausübung wesentlichen Kompetenzen wie Planen, Durchführen, Kontrollieren, Problemlösen etc.
Auch die Aufgabensätze vergangener Prüfungen nebst Musterlösungen und Hinweisblätter für Prüfungsteilnehmer, Formel- und Gesetzessammlungen und Kontenpläne dienen der Prüfungsvorbereitung.

### Veröffentlichungen
Daneben gibt die AkA insbesondere für neue Ausbildungsberufe die sogenannten AkA-Informationen heraus. Darin wird gezeigt, wie Ausbildungsordnung und andere Rechtsnormen umgesetzt und welche Anforderungen in den IHK-Prüfungen im jeweiligen Ausbildungsberuf gestellt werden. Sie enthalten zudem zahlreiche Aufgabenbeispiele.
Diese Veröffentlichungen können über den U-Form-Verlag in Solingen bezogen werden.

### Homepage
Aktuelle Informationen, insbesondere die Prüfungstermine, zugelassene Hilfsmittel etc. können dem Internetauftritt der AkA unter www.ihk-aka.de entnommen werden.